# Stosprintern
Stosprintern är en travtävling för fyraåriga svensktränade varmblodiga ston som körs på Halmstadtravet i Halmstad i början av juli varje år. Det är stonas motsvarighet till Sprintermästaren. Första upplagan av Stosprintern kördes den 14 juli 1983 och vanns av Björn Linder med hästen Spin d'Amour.
Stosprintern genomförs med fyra uttagningslopp med åtta hästar i varje och där de två främst placerade i varje uttagningslopp kvalificerar sig till finalloppet. Loppen körs över sprinterdistansen 1609 meter med autostart. Förstapris i finalen är 800 000 kronor. Finalloppet är ett Grupp 2-lopp, det vill säga ett lopp av näst högsta internationella klass.

## Vinnare
| År   | Häst              | Kusk                 | Tränare              | Tid    | Odds  |
| ---- | ----------------- | -------------------- | -------------------- | ------ | ----- |
| 2024 | Kitty Hawk        | Mats E. Djuse        | Stefan P. Pettersson | 1.11,0 | 7,22  |
| 2023 | Julia Sisu        | Robin Bakker         | Paul Hagoort         | 1.11,4 | 2,50  |
| 2022 | Chebba Mil        | Robin Bakker         | Paul Hagoort         | 1.10,7 | 3,50  |
| 2021 | Fifty Cent Piece  | Robert Bergh         | Robert Bergh         | 1.10,5 | 1,58  |
| 2020 | Grande Diva Sisu  | Per Nordström        | Per Nordström        | 1.11,2 | 10,78 |
| 2019 | Zeta Wise As      | Kevin Oscarsson      | Fredrik Linder       | 1.11,3 | 4,49  |
| 2018 | Vamp Kronos       | Björn Goop           | Jerry Riordan        | 1.11,7 | 1,63  |
| 2017 | Caddie Lisieux    | Kenneth Haugstad     | Roger Walmann        | 1.10,6 | 2,93  |
| 2016 | Treasure Kronos   | Christoffer Eriksson | Jerry Riordan        | 1.11,1 | 2,18  |
| 2015 | Heaven's Door     | Ulf Ohlsson          | Reijo Liljendahl     | 1.11,0 | 3,46  |
| 2014 | Air Frame         | Per Lennartsson      | Stefan Melander      | 1.10,9 | 3,18  |
| 2013 | Creme Brulee      | Tuomas Korvenoja     | Tuomas Korvenoja     | 1.11,8 | 5,85  |
| 2012 | Oyster Kronos     | Lutfi Kolgjini       | Lutfi Kolgjini       | 1.11,8 | 5,24  |
| 2011 | Knowledge Face    | Lutfi Kolgjini       | Lutfi Kolgjini       | 1.12,8 | 4,46  |
| 2010 | Spirit of the Day | Tom Horpestad        | Tom Horpestad        | 1.12,0 | 45,15 |
| 2009 | La Bella Vita     | Fredrik B. Larsson   | Fredrik B. Larsson   | 1.11,5 | 71,59 |
| 2008 | Viol Hornline     | Thomas Uhrberg       | Jan Hellstedt        | 1.11,8 | 14,24 |
| 2007 | Tigger            | Björn Goop           | Olle Goop            | 1.12,1 | 2,76  |
| 2006 | Flicka Kronos     | Örjan Kihlström      | Roger Walmann        | 1.13,0 | 1,80  |
| 2005 | Fama Currit       | Peter Ingves         | Petri Puro           | 1.13,0 | 1,24  |
| 2004 | Minnesota         | Åke Svanstedt        | Åke Svanstedt        | 1.13,6 | 1,43  |
| 2003 | Princess Ride     | Stig H. Johansson    | Stig H. Johansson    | 1.13,0 | 3,33  |
| 2002 | Sugar Step        | Jorma Kontio         | Jouko Pärssinen      | 1.13,0 | 3,16  |
| 2001 | Fatima Lavec      | Torbjörn Jansson     | Göran Lång           | 1.13,6 | 2,85  |
| 2000 | Dame East         | Stig H. Johansson    | Stig H. Johansson    | 1.14,1 | 1,52  |
| 1999 | Santa Clara       | Jim Frick            | Jim Frick            | 1.13,3 | 9,60  |
| 1998 | Lindy's Victory   | Örjan Kihlström      | Atle Hamre           | 1.15,1 | 2,35  |
| 1997 | Indra Sherona     | Carl Erik Lindholm   | Inger Karlsson       | 1.14,3 | 2,79  |
| 1996 | Princip Ås        | Atle Hamre           | Atle Hamre           | 1.15,5 | 2,29  |
| 1995 | Gosh              | Christer Nylander    | Christer Nylander    | 1.14,3 | 2,79  |
| 1994 | Emma Gee San      | Stig H. Johansson    | Stig H. Johansson    | 1.13,9 | 3,64  |
| 1993 | Nilema Pearl      | Johnny Takter        | Hans Adielsson       | 1.14,9 | 8,51  |
| 1992 | Fonzie Sund       | Björn Larsson        | Björn Larsson        | 1.15,0 | 4,33  |
| 1991 | Joyful Secret     | Lars Thornberg       | Lars Thornberg       | 1.14,8 | 12,22 |
| 1990 | Lorraine Broline  | Per-Erik Pettersson  | Per-Erik Pettersson  | 1.17,4 | 6,29  |
| 1989 | Lizzie Lee Brook  | Mats Rånlund         | Mats Rånlund         | 1.14,1 | 2,61  |
| 1988 | Gina Roy          | Stig H. Johansson    | Stig H. Johansson    | 1.16,0 | 1,13  |
| 1987 | Delouise          | Fredrik C Widman     | Folke Widman         | 1.18,1 | 6,97  |
| 1986 | Property Song     | Sune L Nilsson       | Sune L Nilsson       | 1.16,1 | 7,26  |
| 1985 | Grace Broline     | Stig H. Johansson    | Stig H. Johansson    | 1.15,1 | 3,43  |
| 1984 | Evelina Count     | Thomas Nilsson       | Göran Larsson        | 1.16,2 | 2,56  |
| 1983 | Spin d'Amour      | Björn Linder         | Björn Linder         | 1.15,0 | 2,59  |